# Bulbophyllum novae-hiberniae
Bulbophyllum novae-hiberniae é uma espécie de orquídea (família Orchidaceae) pertencente ao gênero Bulbophyllum. Foi descrita por Schltr. em 1905.